# 2012-es magyar labdarúgókupa-döntő
A 2012-es magyar labdarúgókupa-döntő a sorozat 69. döntője volt. A finálét az MTK Budapest és a Debreceni VSC csapatai játszották. A találkozóra Budapesten, a Puskás Ferenc Stadionban került sor, május 1-jén. A DVSC győzelmével története során ötödszörre hódította el a trófeát.

## A döntő helyszíne
A magyar labdarúgó-szövetség a 2012. február 9-i ülésén úgy határozott, hogy a finálét a budapesti Puskás Ferenc Stadionban rendezik meg.

## Út a döntőig
A sorozat döntőjébe az MTK Budapest és a Debreceni VSC jutott be. Az MTK már a 2. fordulóban bekapcsolódott a küzdelmekbe, a DVSC egy körrel később, a 3. fordulóban. Először a nyolcaddöntőben kapott mind a két csapat első osztályú ellenfelet. A budapesti kék-fehérek a Pécsi MFC gárdáját, a debreceniek a kupa címvédőjét, a Kecskeméti TE-t búcsúztatták. Az MTK a Videoton elleni 4–3-s összesítéssel megvívott párbaj után biztosította be a részvételét a döntőben, míg a Debrecen az Újpestet ejtette ki a finálét megelőző utolsó körben, 5–2-vel.
Az eredmények az adott csapat szempontjából szerepelnek.
| MTK Budapest              | MTK Budapest     |              | Debreceni VSC         | Debreceni VSC    |
| ------------------------- | ---------------- | ------------ | --------------------- | ---------------- |
| Ellenfél                  | Végeredmény      | Forduló      | Ellenfél              | Végeredmény      |
| Diósd (NB III)            | 4–0 (i)          | 2. forduló   |                       |                  |
| REAC (NB II)              | 4–0 (o)          | 3. forduló   | Kazincbarcika (NB II) | 5–1 (i)          |
| Balmazújváros (NB II)     | 2–1 (i)          | 4. forduló   | Ceglédi VSE (NB II)   | 2–0 (i)          |
| Pécsi MFC                 | 0–1 (o), 2–1 (i) | Nyolcaddöntő | Kecskeméti TE         | 2–1 (i), 1–1 (o) |
| Békéscsabai Előre (NB II) | 3–0 (i), 3–0 (o) | Negyeddöntő  | Kaposvári Rákóczi     | 0–1 (i), 0–0 (o) |
| Videoton                  | 2–3 (o), 2–0 (i) | Elődöntő     | Újpest                | 2–1 (o), 3–1 (i) |

## A mérkőzés
| 2012. május 1. 18:00 |

| MTK Budapest                                                    | 3–3 (h. u.)                 | Debreceni VSC                                                    |
| --------------------------------------------------------------- | --------------------------- | ---------------------------------------------------------------- |
| Könyves 45' Ladányi 62' Zsidai 87' Wolfe 71' Vukmir 120'        | (1–0, 3–3, 3–3) Jegyzőkönyv | Bouadla 51' Szakály 55' 89' Nikolov 60′ Nagy 80' Korhut 94'      |
| Büntetőpárbaj                                                   |                             |                                                                  |
| Vukmir Zsidai Vass Wolfe Kanta Szekeres Pál Könyves Kálnoki Kis | 7–8                         | Szakály Nagy Bouadla Lucas Coulibaly Korhut Šimac Varga Mészáros |

| Puskás Ferenc Stadion, Budapest Nézőszám: 5 000 Játékvezető: Szabó Zsolt (magyar) |

| MTK | DVSC |

| MTK BUDAPEST: |    |                    |         |
|               |    |                    |         |
| K             | 1  | Hegedüs Lajos      |         |
| JV            | 39 | Rafe Wolfe         | 71'     |
| V             | 13 | Szekeres Adrián    |         |
| V             | 12 | Kálnoki Kis Dávid  |         |
| BV            | 4  | Vadnai Dániel      |         |
| VKP           | 7  | Zsidai László      | 87'     |
| VKP           | 20 | Dragan Vukmir      | 120'    |
| JSZ           | 15 | Könyves Norbert    | 45'     |
| KTK           | 19 | Kanta József       |         |
| BSZ           | 11 | Ladányi Tibor      | 62' 91' |
| CS            | 23 | Balajti Ádám       | 55'     |
| Cserék:       |    |                    |         |
| K             | 28 | Federico Groppioni |         |
| V             | 2  | Gál András         |         |
| V             | 3  | Hajdú Sándor       |         |
| V             | 14 | Kelemen Dávid      |         |
| KP            | 17 | Vass Patrik        | 55'     |
| CS            | 9  | Pál András         | 91'     |
| CS            | 22 | Sasa Macura        |         |
| Vezetőedző:   |    |                    |         |
| Garami József |    |                    |         |

| DEBRECENI VSC: |    |                  |                 |
|                |    |                  |                 |
| K              | 87 | Verpecz István   |                 |
| JV             | 8  | Nikolov Balázs   | 60′             |
| V              | 4  | Dajan Šimac      |                 |
| V              | 17 | Mészáros Norbert |                 |
| BV             | 69 | Korhut Mihály    | 94'             |
| VKP            | 6  | Luis Ramos       | a szünetben     |
| VKP            | 33 | Varga József     |                 |
| JSZ            | 37 | Lucas            |                 |
| KTK            | 55 | Szakály Péter    | 55' 89'         |
| BSZ            | 15 | Rezes László     | a szünetben     |
| CS             | 70 | Kulcsár Tamás    | 62'             |
| Cserék:        |    |                  |                 |
| K              | 12 | Erdélyi Miklós   |                 |
| V              | 18 | Máté Péter       |                 |
| V              | 28 | Nagy Zoltán      | 62' 80'         |
| KP             | 27 | Bódi Ádám        |                 |
| CS             | 39 | Adamo Coulibaly  | a szünetben     |
| CS             | 88 | Selim Bouadla    | a szünetben 51' |
| CS             | 99 | Roguy Méyé       |                 |
| Vezetőedző:    |    |                  |                 |
| Kondás Elemér  |    |                  |                 |

| Asszisztensek: Szipisják Zsolt Kelemen Attila Tartalék játékvezető:: Berger József |

## Lásd még
- 2011–2012 a magyar labdarúgásban